# Sylvio Cator
Sylvio Paul Cator (ur. 9 października 1900 w Cavaellon, zm. 21 lipca 1952 w Port-au-Prince) – haitański lekkoatleta specjalizujący się w skoku w dal oraz w skoku wzwyż, trzykrotny uczestnik letnich igrzysk olimpijskich (Paryż 1924, Amsterdam 1928, Los Angeles 1932), srebrny medalista olimpijski z Amsterdamu w skoku w dal.
Jego rekord życiowy w skoku w dal (7,93 m) ustanowiony we wrześniu 1928 jest aktualnym rekordem Haiti (stan na 2022).

## Sukcesy sportowe
| Rok  | Miasto      | Zawody               | Konkurencja           | Wynik                   |
| ---- | ----------- | -------------------- | --------------------- | ----------------------- |
| 1924 | Paryż       | Igrzyska olimpijskie | skok w dal skok wzwyż | 12. miejsce 15. miejsce |
| 1928 | Amsterdam   | Igrzyska olimpijskie | skok w dal            | srebrny medal           |
| 1932 | Los Angeles | Igrzyska olimpijskie | skok w dal            | 9. miejsce              |

## Rekordy życiowe
- skok w dal – 7,93 m (Paryż, 9 września 1928) – były rekord świata (do 27 października 1931[3]), rekord Haiti[2]
- skok wzwyż – 1,85 m (1924)